# Prix Jules-Janssen
Ne doit pas être confondu avec Médaille Janssen.
Pour les articles homonymes, voir Janssen.
Le prix Jules-Janssen est le grand prix d'astronomie décerné tous les ans par la Société astronomique de France (SAF). Distinction internationale, le prix est décerné alternativement à un astronome de nationalité française et à un astronome d'une autre nationalité.

## Historique
Il a été créé par l'astronome français Jules Janssen pendant son mandat de président de la SAF de 1895 à 1897. Janssen a annoncé la création du nouveau prix lors d'une réunion de la Société astronomique de France le 2 décembre 1896.
Camille Flammarion, le fondateur de la Société astronomique de France, fut le premier récipiendaire du prix en 1897. Le prix est décerné chaque année depuis sa création, à l'exception des deux guerres mondiales. Les lauréats non-français sont originaires de divers pays dont les États-Unis, le Royaume-Uni, le Canada, la Suisse, les Pays-Bas, l'Allemagne, la Belgique, la Suède, l'Italie, l'Espagne, la Hongrie, l'Inde, l'ex-Tchécoslovaquie et l'ex-Union soviétique.
La médaille a été conçue en 1896 par le graveur parisien Alphée Dubois (1831-1905). Elle est frappée par la Monnaie de Paris.
Il est différent de la médaille Janssen, décernée par l'Académie des sciences.

## Lauréats
- 1897 : Camille Flammarion[4]
- 1898 : Samuel Pierpont Langley[5]
- 1899 : Auguste Charlois[6]
- 1900 : Pierre Puiseux[7]
- 1901 : Joseph Joachim Landerer[8], Thomas David Anderson[9] et Henri Chrétien[10]
- 1902 : Sylvie Camille Flammarion[11]
- 1903 : Michel Giacobini[12]
- 1904 : Percival Lowell[13]
- 1905 : Josep Comas i Solà[14]
- 1906 : Edward Emerson Barnard[15]
- 1907 : Milan Rastislav Štefánik[16]
- 1908 : Edward Charles Pickering[17]
- 1909 : William Henry Pickering[18]
- 1910 : Philip Herbert Cowell et Andrew Crommelin[19]
- 1911 : Jean Bosler[20]
- 1912 : Max Wolf[21]
- 1913 : Alphonse Louis Nicolas Borrelly[22]
- 1914 : Annibale Riccò[23]
- 1917 : George Ellery Hale[24]
- 1918 : Georges Raymond[25]
- 1919 : Guillaume Bigourdan[26]
- 1920 : Henri-Alexandre Deslandres[27]
- 1921 : René Jarry-Desloges[28]
- 1922 : Albert Abraham Michelson[29]
- 1923 : Aymar de la Baume Pluvinel[30]
- 1924 : George Willis Ritchey[31]
- 1925 : Eugène Antoniadi[32]
- 1926 : Walter Sydney Adams[33]
- 1927 : Gustave Ferrié[34]
- 1928 : Arthur Eddington[35]
- 1929 : Charles Fabry[36],[37]
- 1930 : Robert Esnault-Pelterie[38]
- 1931 : Albert Einstein[39]
- 1932 : Bernard Lyot [40]
- 1933 : Harlow Shapley[41]
- 1934 : Willem de Sitter[42]
- 1935 : Ernest Esclangon[43]
- 1936 : Georges Lemaître[44],[45]
- 1937 : Giorgio Abetti[46]
- 1938 : Jules Baillaud[47]
- 1939 : Albert Arnulf[48]
- 1945 : Harold Spencer Jones[49]
- 1946 : Charles Maurain, Fernand Baldet[50]
- 1947 : Jan Hendrik Oort[51]
- 1948 : Lucien Henri d'Azambuja[50]
- 1949 : Bertil Lindblad[50]
- 1950 : André Danjon[52]
- 1951 : Gerard Peter Kuiper[53]
- 1952 : Frederick John Marrian Stratton (en)[50]
- 1953 : André Couder[50]
- 1954 : Otto Struve[54]
- 1955 : André Lallemand[50]
- 1956 : Viktor Ambartsumian[55]
- 1957 : Daniel Chalonge[50]
- 1958 : Pol Swings[50]
- 1959 : Charles Fehrenbach[56]
- 1960 : Albert Edward Whitford[50]
- 1961 : Jean Coulomb[50]
- 1962 : Otto Heckmann[57]
- 1963 : Jean Dufay[58]
- 1964 : Guglielmo Righini[50]
- 1965 : Jean-François Denisse[50]
- 1966 : Marcel Gilles Jozef Minnaert[59]
- 1967 : Jean-Claude Pecker[60],[61]
- 1968 : Karl-Otto Kiepenheuer[50]
- 1969 : Nicolas Stoyko[50]
- 1970 : Martin Schwarzschild[62]
- 1971 : Jean Rösch[50]
- 1972 : Donald Sadler[63]
- 1973 : Evry Schatzman[64]
- 1974 : Walter Ernst Fricke[65]
- 1975 : Pierre Lacroute[50]
- 1976 : Donald Howard Menzel[66],[67]
- 1977 : James Lequeux[50]
- 1978 : Adriaan Blaauw[68]
- 1979 : Jean Kovalevsky[69]
- 1980 : Lyman Spitzer[70]
- 1981 : Georges Courtès[71]
- 1982 : Peter van de Kamp[72]
- 1983 : Jacques Lévy et Charles Bertaud[50]
- 1984 : Cornelis de Jager[73]
- 1985 : Paul Muller[74]
- 1986 : Marcel Golay[75]
- 1987 : Jean Delhaye[76]
- 1988 : Gérard de Vaucouleurs[77]
- 1989 : Bernard Guinot [78]
- 1990 : Herbert Friedman[79]
- 1991 : Pierre Mein[80]
- 1992 : Luboš Perek[81]
- 1993 : Audouin Dollfus[82]
- 1994 : Edith Alice Müller[83]
- 1995 : François Roddier[84]
- 1996 : Michael Perryman[85]
- 1997 : Elizabeth Nesme[83] et Serge Koutchmy[86]
- 1998 : Michel Mayor[87]
- 1999 : Pierre Léna[88]
- 2000 : Reinhard Genzel[89]
- 2001 : Roger Cayrel
- 2002 : Armand H. Delsemme[90]
- 2003 : Jean-Paul Zahn[91]
- 2004 : Jayant Narlikar[92]
- 2005 : Roger-Maurice Bonnet[93]
- 2006 : Owen Gingerich[94]
- 2007 : Thérèse Encrenaz[95] et Paul Couteau[96]
- 2008 : Jan Stenflo[97]
- 2009 : Catherine Cesarsky[98]
- 2010 : Carlton R. Pennypacker[99]
- 2011 : Roger Ferlet[100]
- 2012 : Jay Pasachoff[101]
- 2013 : Suzanne Débarbat[102]
- 2014 : Rafael Rebolo López (es)[103]
- 2015 : Suzy Collin-Zahn[104]
- 2016 : John Leibacher[105]
- 2017 : Françoise Combes[106],[107],[108]
- 2018 : Alessandro Morbidelli[109]
- 2019 : Hubert Reeves[110]
- 2020 : Ewine van Dishoeck[111]
- 2021 : Jean-Pierre Luminet[112]
- 2022 : Jocelyn Bell Burnell[113]
- 2023 : Bruno Sicardy[114]
- 2024 : Ruth Durrer[115]
- 2025 : Jean-Philippe Uzan[116]